# العلاقات البريطانية الأيرلندية
العلاقات بين أيرلندا والمملكة المتحدة وتُسمى أيضًا بـ العلاقات الأيرلندية البريطانية، أو العلاقات الأنجلو أيرلندية، هي العلاقات بين جمهورية أيرلندا والمملكة المتحدة. تشارك الإدارات الثلاث المفوضة للمملكة المتحدة في اسكتلندا وويلز وأيرلندا الشمالية والملحقات الثلاثة للتاج البريطاني في جزر مان وجيرزي وغيرنزي في الهيئات متعددة الأطراف المنشأة بين الدولتين.
ارتبطت جميع هذه المناطق سياسيًا منذ القرن السابع عشر على الأقل، ووصلت إلى ذروة التنسيق في عام 1801 مع إنشاء المملكة المتحدة لبريطانيا العظمى وأيرلندا. انفصل نحو خمسة أسداس مساحة جزيرة أيرلندا عن المملكة المتحدة في عام 1921 وأُسست الدولة الأيرلندية الحرة. تأثرت العلاقات بين الدولتين بشكل كبير بالقضايا الناشئة بسبب تاريخهما المشترك (والمضطرب في كثير من الأحيان واستقلال الدولة الأيرلندية الحرة وحكم أيرلندا الشمالية. وشمل ذلك تقسيم أيرلندا وشروط انفصالها، وعلاقتها الدستورية مع المملكة المتحدة والتزاماتها بعد الاستقلال، واندلاع العنف السياسي في أيرلندا الشمالية. بالإضافة إلى ذلك فإن المستوى العالي للتجارة بين الدولتين، وموقعهما الجغرافي القريب، ومكانتها المشتركة كجزر في الاتحاد الأوروبي (حتى انسحاب بريطانيا)، واللغة المشتركة والروابط الثقافية والشخصية الوثيقة دلّت على أنّ كلتا الدولتين تتابع التطورات السياسية في جارتها عن كثب.
مُنح المواطنون الأيرلنديون والبريطانيون حقوقًا واستحقاقات متبادلة حتى خروج بريطانيا من الاتحاد الأوروبي (مع عدد قليل من الاستثناءات الطفيفة) وتوجد منطقة سفر مشتركة بين أيرلندا والمملكة المتحدة تابعة للتاج. عمل المؤتمر الحكومي الدولي البريطاني الأيرلندي كمنتدى رسمي للتعاون بين حكومتي أيرلندا والمملكة المتحدة في الأمور ذات الاهتمام المشترك بشكل عام، وفيما يتعلق بأيرلندا الشمالية بشكل خاص. تعمل هيئتان أخريان هما المجلس البريطاني الأيرلندي والجمعية البرلمانية البريطانية الأيرلندية، كمنتدى للمناقشة بين المديرين التنفيذيين والجمعيات في المنطقة، بما في ذلك المناطق المفوضة في المملكة المتحدة والمناطق الثلاثة التابعة للتاج. يجري التعاون بين أيرلندا الشمالية وأيرلندا بما في ذلك تنفيذ السياسات المشتركة في مناطق معينة من خلال المجلس الوزاري الشمالي الجنوبي. وصف رئيس الوزراء البريطاني ديفيد كاميرون والتاويسيتش الأيرلندي إندا كيني العلاقة بين البلدين في عام 2014 بأنها «في أعلى مستوياتها على الإطلاق».
انضمت كل من أيرلندا والمملكة المتحدة إلى الاتحاد الأوروبي (ثم المجموعات الأوروبية) في عام 1973. ومع ذلك كانت لا تزال تبعيات التاج الثلاثة خارج الاتحاد الأوروبي. أجرت المملكة المتحدة في يونيو 2016 استفتاء صوتت فيه الأغلبية لمغادرة الاتحاد الأوروبي، لكن صوت غالبية الناخبين في أيرلندا الشمالية للبقاء في الاتحاد الأوروبي. أصبح خروج بريطانيا من الاتحاد الأوروبي ساريًا منذ 31 يناير 2020، مع حل بعض القضايا العالقة في نهاية فترة انتقالية حتى 31 ديسمبر 2020.

## النزاعات بعد الاستقلال

### تقسيم الحدود
قرر مجلس برلمان أيرلندا الشمالية في اليوم التالي لتأسيس الدولة الأيرلندية الحرة إرسال خطاب إلى الملك من أجل الانسحاب من الدولة الأيرلندية الحرة مباشرة، ونشأت حاجة إلى تسوية حدود متفق عليها بين الدولة الحرة الأيرلندية وأيرلندا الشمالية. ولحل هذه المسألة شُكِّلت لجنة ضمّت ممثلين عن حكومة الدولة الحرة الأيرلندية، وحكومة أيرلندا الشمالية، وحكومة المملكة المتحدة التي ترأست اللجنة. توصلوا إلى حل في النهاية وبعد بعض الجدل لكن ليس من قبل اللجنة إنما بالاتفاق بين المملكة المتحدة (بما في ذلك أيرلندا الشمالية) والدولة الأيرلندية الحرة.

### الحرب التجارية الإنجليزية أيرلندية
نشأ نزاع آخر في عام 1930 حول مسألة رفض الحكومة الأيرلندية تعويض المملكة المتحدة بالأقساط السنوية. استُحقت هذه الأقساط بسبب قروض مولتها الحكومة ومُنحت للمزارعين الأيرلنديين قبل الاستقلال للسماح لهم بشراء مزارعهم من الملاك. كان الهدف من هذه القروض هو معالجة قضية ملكية الأراضي في أيرلندا والتي نشأت عن حروب القرن السابع عشر. أدى رفض الحكومة الأيرلندية لإرجاع الأموال التي جمعتها من هذه القروض إلى الحكومة البريطانية إلى حرب تجارية انتقامية بين الدولتين منذ عام 1932 وحتى عام 1938، وهي فترة عرفت باسم الحرب التجارية الإنجليزية الأيرلندية أو الحرب الاقتصادية.
كانت المملكة المتحدة أقل تأثرًا بالحرب الاقتصادية، لكن الاقتصاد الأيرلندي تعطل تقريبًا بسبب هروب رأس المال. ارتفعت البطالة للغاية وفاقمت آثار الكساد الكبير من الصعوبات. حثّت الحكومة الناس على دعم المواجهة مع المملكة المتحدة باعتبارها معاناة وطنية يتقاسمها المواطنون. أدّت الضغوط وخاصة من المنتجين الزراعيين في أيرلندا والمصدرين في المملكة المتحدة إلى اتفاق بين الحكومتين في عام 1938 لحل النزاع.
أُنشأت العديد من الصناعات خلال هذه الحرب الاقتصادية. وتحقق استبدال كامل تقريبًا للواردات في العديد من القطاعات من خلال فرض حاجز تعريفي للحماية. أثبتت هذه الصناعات قيمتها خلال سنوات الحرب لأنها قللت من الحاجة إلى الواردات. أُزيلت جميع الرسوم المفروضة خلال السنوات الخمس بموجب شروط اتفاقية التجارة الإنجليزية الأيرلندية الناتجة، ولكن كان لا يزال يحق لأيرلندا فرض رسوم جمركية على الواردات البريطانية لحماية الصناعات الأيرلندية الناشئة. كان على أيرلندا دفع مبلغ 10 ملايين جنيه استرليني لمرة واحدة إلى المملكة المتحدة (على عكس السداد السنوي البالغ ,000250 جنيه إسترليني على مدى 47 سنة أخرى). كان يمكن القول إنَّ النتيجة الأكثر أهمية هي عودة ما سمي بموانئ المعاهدات، وهي ثلاثة موانئ في أيرلندا احتفظت بها المملكة المتحدة كقواعد سيادية بموجب شروط المعاهدة الإنجليزية الأيرلندية. سهّل تسليم هذه الموانئ تبني موقف الحياد الأيرلندي خلال الحرب العالمية الثانية وجعل من الصعب على بريطانيا ضمان سلامة المحيط الأطلسي.

### المادتان الثانية والثالثة واسم أيرلندا
تبنت أيرلندا دستورًا جديدًا في عام 1937. وأعلن فيه أنَّ أيرلندا دولة مستقلة ذات سيادة، لكنه لم يعلن صراحة أنَّ أيرلندا جمهورية. ومع ذلك فقد غير اسم الدولة من الدولة الحرة الأيرلندية إلى أيرلندا. كما تضمن بنود وحدوية عن أيرلندا الشمالية، نصَّ على أنَّه «تتكون الأراضي الوطنية للدولة الأيرلندية من جزيرة أيرلندا بأكملها» (المادة 2).
قبلت المملكة المتحدة في البداية تغيير الاسم إلى لأيرلندا. وقامت بعد ذلك بتغيير ممارساتها وأقرّت تشريعًا ينص على أنه يمكن تسمية الدولة الأيرلندية في القانون البريطاني. كانت المملكة المتحدة مدعومة لبعض الوقت من قبل بعض دول الكومنولث الأخرى. وبحلول منتصف الستينيات كان اسم أيرلندا الاسم الدبلوماسي المقبول للدولة الأيرلندية.
أدّى الخلاف خلال عهد المشاكل إلى طلب إيقاف طلب تسليم المشتبهين الإرهابيين من قبل المحكمة العليا في أيرلندا ما لم يُستخدم اسم أيرلندا. تطلبت العلاقات الإيجابية المتزايدة بين الدولتين أن تبتكر الدولتان حلولًا غريبة للخلافات. على سبيل المثال: لم توافق المملكة المتحدة على تسمية ماري روبنسون كرئيسة لأيرلندا في زيارة رسمية للملكة إليزابيث الثانية (وهي أول زيارة من نوعها في تاريخ الدولتين) واتفقتا على الإشارة إليها بدلًا من ذلك باسم الرئيسة روبنسون من أيرلندا.

## مقارنة بين البلدين
هذه مقارنة عامة ومرجعية للدولتين:
|                                                           | المملكة المتحدة                 | جمهورية أيرلندا                                       |
| --------------------------------------------------------- | ------------------------------- | ----------------------------------------------------- |
| العلم                                                     | المملكة المتحدة                 | جمهورية أيرلندا                                       |
| الشعار                                                    |                                 | 100×100بك                                             |
| عدد السكان (نسمة)                                         | 66.02 مليون                     | 4.76 مليون                                            |
| الكثافة السكانية (ن./كم²)                                 | 272.25                          | 67.74                                                 |
| العاصمة                                                   | لندن                            | دبلن                                                  |
| اللغة الرسمية                                             | لغة إنجليزية، اللغة الويلزية    | اللغة الأيرلندية، لغة إنجليزية، الإنجليزية الأيرلندية |
| العملة                                                    | جنيه إسترليني                   | جنيه أيرلندي، يورو، عملات اليورو الأيرلندية           |
| الناتج المحلي الإجمالي (بليون دولار)                      | 2.62 تريليون                    | 333.73 مليار                                          |
| الناتج المحلي الإجمالي (تعادل القوة الشرائية) بليون دولار | 2.72 تريليون                    | 318.16 مليار                                          |
| الناتج المحلي الإجمالي الاسمي للفرد دولار أمريكي          | 43.88 ألف                       | 61.13 ألف                                             |
| الناتج المحلي الإجمالي للفرد دولار أمريكي                 | 40.23 ألف                       |                                                       |
| مؤشر التنمية البشرية                                      | 0.907                           | 0.916                                                 |
| رمز المكالمات الدولي                                      | +44                             | +353                                                  |
| رمز الإنترنت                                              | .uk، .gb                        | .ie                                                   |
| المنطقة الزمنية                                           | توقيت غرينيتش، توقيت غرب أوروبا | 00، ت ع م+01:00، أوروبا/دبلن ‏                         |

## مدن متوأمة
في ما يلي قائمة باتفاقيات التوأمة بين مدن بريطانية وأيرلندية:
- ترتبط Sherborne [الإنجليزية]‏ مع بوندوران باتفاقية توأمة.
- ترتبط سوانزي مع كورك باتفاقية توأمة منذ 1957.
- ترتبط برادفورد مع غالواي باتفاقية توأمة.
- ترتبط كوفنتري مع كورك باتفاقية توأمة منذ 1959.
- ترتبط ريدنغ مع كلونمل [الإنجليزية]‏ باتفاقية توأمة منذ 1947.
- ترتبط Mumbles (district) [الإنجليزية]‏ مع Kinsale [الإنجليزية]‏ باتفاقية توأمة.
- ترتبط ليفربول مع دبلن باتفاقية توأمة منذ 1999.[18][18]
- ترتبط Pontarddulais [الإنجليزية]‏ مع كوف باتفاقية توأمة.
- ترتبط سكاربورو مع Cahir [الإنجليزية]‏ باتفاقية توأمة.
- ترتبط بيليمينا مع Castlebar [الإنجليزية]‏ باتفاقية توأمة.

## منظمات دولية مشتركة
يشترك البلدان في عضوية مجموعة من المنظمات الدولية، منها:
| علم المنظمة | اسم المنظمة                               | تاريخ انضمام المملكة المتحدة | تاريخ انضمام جمهورية أيرلندا |
| ----------- | ----------------------------------------- | ---------------------------- | ---------------------------- |
|             | وكالة الفضاء الأوروبية                    | 28 مارس 1978                 | ?                            |
|             | بنك التنمية الآسيوي                       | 1966                         | 2006                         |
|             | الاتحاد الأوروبي                          | 1973                         | 1973                         |
|             | وكالة ضمان الاستثمار متعدد الأطراف        | 12 أبريل 1988                | 27 أكتوبر 1989               |
|             | منظمة التعاون الاقتصادي والتنمية          | 2 مايو 1961                  | ?                            |
|             | الأمم المتحدة                             | 24 أكتوبر 1945               | 14 ديسمبر 1955               |
|             | الوكالة الدولية للطاقة                    | ?                            | ?                            |
|             | الفريق المعني برصد الأرض                  | ?                            | ?                            |
|             | منظمة حظر الأسلحة الكيميائية              | ?                            | ?                            |
|             | منظمة التجارة العالمية                    | 1995                         | ?                            |
|             | منظمة الشرطة الجنائية الدولية             | ?                            | ?                            |
|             | منظمة الأمن والتعاون في أوروبا            | 25 يونيو 1973                | 25 يونيو 1973                |
|             | مؤسسة التنمية الدولية                     | 24 سبتمبر 1960               | 22 ديسمبر 1960               |
|             | نظام تحكم تكنولوجيا القذائف               | 1987                         | 1992                         |
|             | يونسكو                                    | 4 نوفمبر 1946                | 3 أكتوبر 1961                |
|             | مجلس أوروبا                               | 5 مايو 1949                  | ?                            |
|             | الاتحاد البريدي العالمي                   | ?                            | ?                            |
|             | البنك الدولي للإنشاء والتعمير             | 27 ديسمبر 1945               | 8 أغسطس 1957                 |
|             | المنظمة الهيدروغرافية الدولية             | ?                            | ?                            |
|             | الاتحاد الدولي للاتصالات                  | 24 فبراير 1871               | 8 ديسمبر 1923                |
|             | مؤسسة التمويل الدولية                     | 20 يوليو 1956                | 11 سبتمبر 1958               |
|             | المنظمة الأوروبية لسلامة الملاحة الجوية   | 1960                         | 1965                         |
|             | المركز الدولي لتسوية المنازعات الاستشارية | 18 يناير 1967                | 7 مايو 1981                  |
|             | مجموعة أستراليا                           | 1985                         | 1985                         |
|             | مجموعة الموردين النوويين                  | ?                            | ?                            |

## وصلات خارجية
- موقع وزارة الخارجية البريطانية
- موقع وزارة الخارجية الأيرلندية